# Silene gracilenta
Silene gracilenta är en nejlikväxtart som beskrevs av H. Chuang. Silene gracilenta ingår i släktet glimmar, och familjen nejlikväxter. Inga underarter finns listade i Catalogue of Life.